# アレハンドロ・トレド
アレハンドロ・セレスティーノ・トレド・マンリケ（Alejandro Celestino Toledo Manrique、1946年3月28日 - ）は、ペルーの政治家。先住民（チョロ）初の同国大統領（在任2001年7月28日 - 2006年7月28日）。

## 略歴
1946年、アンカシュ県にケチュア系の家族の16人兄弟の1人として生まれた。レンガ工を父に持つ。チンボテで育つ。チョロ。
20歳の時に、奨学金を得て、アメリカ合衆国のサンフランシスコ大学に留学する。そこで、経済学学士の学位を取得する。その後、スタンフォード大学で、経済学修士の学位を取得する。その後、スタンフォード大学教育学系大学院（Stanford University School of Education）で博士の学位を取得する。
ペルーに帰国して、太平洋大学で経済学教授となる。その後、国際連合や世界銀行、米州開発銀行、国際労働機関、経済協力開発機構で、コンサルタントをつとめる。一時期、国際交流基金の元で、早稲田大学の客員教授となる。
1994年に、政党『ペルー・ポシブレ』（Perú Posible）を設立し、代表となる。1995年、ペルー大統領選挙に出馬するが、3％の支持を得るに留まり、予備選挙で敗退するが、その直後より、次の大統領選挙を目指すことを宣言する。2000年のペルー大統領選挙に出馬するが、第一回目の投票で、アルベルト・フジモリのすぐ下の得票を得るが、選挙に重大な不正があったことを主張して、選挙のボイコットを呼びかける。7月28日よりアルベルト・フジモリが3期目の大統領職に就任するが、11月に失脚し、11月22日に暫定大統領のバレンティン・パニアグアが就任する。2001年5月29日投票のペルー大統領選挙に、アレハンドロ・トレドが3回目の挑戦そして接戦の後、元大統領でアメリカ革命人民同盟（APRA）のアラン・ガルシアを相手に勝利する。これは、1985年から1990年にかけてのガルシア政権時代の超インフレの記憶が原因とされる。
2001年7月28日、アレハンドロ・トレドは、第92代ペルー大統領に就任する。政治的には、中道右派の政策をとる。貧困を解決させ雇用創出するという公約を実行するものの、経済政策がうまくいかないとする向きもある。2005年、北京大学より名誉博士号を授与される。ペルー大統領は、次の大統領選挙に出馬できないことになっている。2006年7月28日、ペルー大統領の任から降りる。次の大統領は、選挙によって元大統領のアラン・ガルシアである。
大統領を任期で辞して後、アメリカ合衆国に渡り、2008年8月まで、スタンフォード大学に招かれることとなる。
2011年のペルー大統領選挙に出馬するが、1月から3月の世論調査の支持率ではトップとなることが多かったものの、第一回目投票では第四位の票15.625％を得るにとどまり敗退する。

## トレド政権
アレハンドロ・トレドは、貧困層の支持を受けて大統領になったのであるが、貧困対策をはじめ雇用創出、外国投資促進、民主化尊重によるフジモリ政権時代の清算、麻薬根絶などを主要課題に掲げた公約を発表した。国営企業の民営化路線の推進する。発足直後、74％のペルー国民が、トレドの政策を支持する。また、アメリカ合衆国も、反米色の薄いトレド政権を、支持していた。トレドの在任中はペルー経済は平均6％で成長し続けた。
「フジモリ政権時代の清算」ということで、フジモリ政権の黒幕といわれるブラディミロ・モンテシノスのベネズエラからペルーへの送還を、ベネスエラのウゴ・チャベス大統領との交渉で実現した。日本政府にも、アルベルト・フジモリの送還を求めるが、拒否されている。
2002年3月23日に、ジョージ・W・ブッシュが、ペルーを訪問するが、その直後3月27日に、トレドは全土非常事態宣言を下している。その後も、「非常事態宣言」については、選択肢の一つとしている。
2002年6月15日、アレキパ（Arequipa）で電力会社民営化反対のデモが起こり、警官隊と衝突する暴動がエスカレートする。6月16日、トレドは30日間の非常事態宣言を行い軍を動員するものの、6月19日非常事態宣言は撤回され当該電力会社民営化を一時棚上げにすることで妥協する。そのころは、支持率は低下していて、同年7月のCPI社世論調査では、トレド政権の不支持率が72.8％で、支持率17.3％を大きく上回った。2003年10月18日の世論調査で、支持率は18％であり、拒否率は80％であった。
2004年12月7日、アメリカ合衆国と自由貿易協定を結び、アメリカからの輸入の3分の2について関税はなくなることになった。これ以降、ペルーは中国、タイ、メキシコ、シンガポールなどともFTAを結ぶことになる。
2005年1月1日、アントウロ・ウマラ（Antauro Humala）中佐ら150人が、武装蜂起し、地元警察に立てこもる事件が発生する。兄で2011年ペルー大統領選挙に当選するオジャンタ・ウマラも、この蜂起に支持声明を出す。当日、トレド政権は、アブリマック州に非常事態宣言を布告し、1月4日、アンタウロ・ウマラらを逮捕し、事態を収束させる。
2005年4月18日、アポヨ社の世論調査で、トレド大統領の支持率は8％に落ち込む。2006年7月28日に、アラン・ガルシア政権の実現となる。

## 収賄事件
2017年2月9日、ペルーの検察当局は、ブラジルの建設会社であるオデブレヒトから2000万ドルの賄賂を受け取ったとして、トレドに逮捕状を請求。国際手配された。2019年7月16日、事実上の亡命先となっていたアメリカ合衆国で拘束された。2023年4月23日にペルーに送還され、警察施設に収容された。2024年10月21日、裁判所から禁錮20年6月の判決を言い渡された。